# Hruschiwka (Krywyj Rih)
Hruschiwka (ukrainisch Грушівка; russisch Грушовка Gruschowka) ist ein Dorf in der ukrainischen Oblast Dnipropetrowsk im Rajon Krywyj Rih mit 3750 Einwohnern.

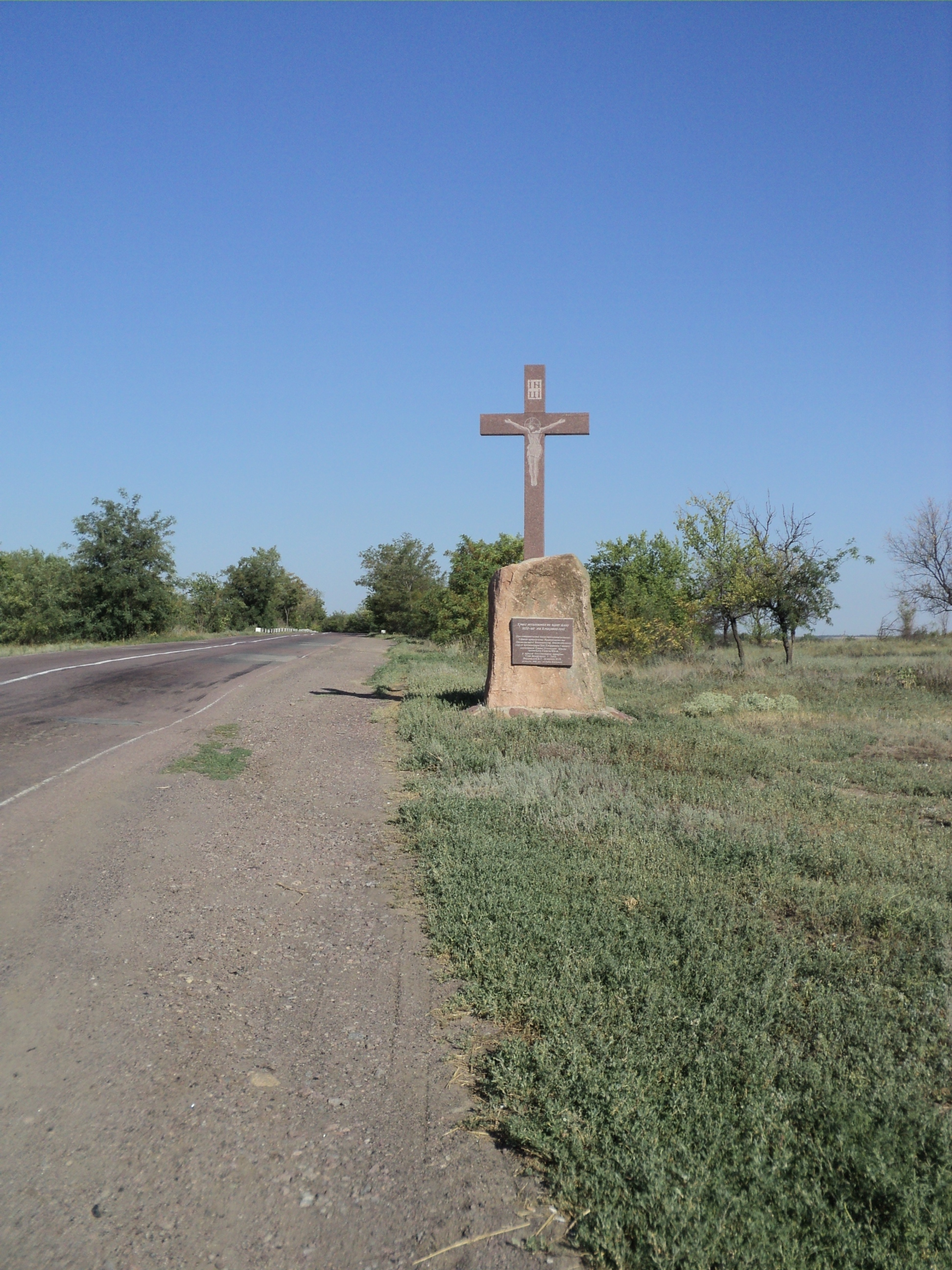
Gedenktafel im Ort

Das heutige Dorf ist 1953 durch Umsiedlung von 678 Haushalten der durch Stauung des Dneprs im Kachowkaer Stausee untergegangenen Dörfer Hruschiwky (Грушівки) und Kuta (Кута) entstanden und ist das Zentrum der gleichnamigen Landratsgemeinde. In Hruschiwky starb der ukrainische Ataman der Saporoger Kosaken Iwan Sirko. Bis zum 4. Februar 2016 hieß das Dorf Leninske (ukrainisch Ленінське) und erhielt dann, angelehnt an den Namen der im See untergegangenen Ortschaft seinen heutigen Namen.

## Geographie

### Geographische Lage
Hruschiwka liegt südlich der Stadt Pokrow an der Mündung des Basawluk in den zum Kachowkaer Stausee angestauten Dnepr, nördlich mündet bei Ust-Kamjanka die Kamjanka in den Fluss.
Durch das Dorf verläuft die Fernstraße N 23, die in westliche Richtung nach 28 km zum ehemaligen Rajonzentrum Apostolowe und im weiteren Verlauf nach Krywyj Rih sowie in Richtung Osten nach 42 km nach Nikopol führt. Im Westen grenzt Hruschiwka an das Dorf Marjanske, nördlich verläuft die Bahnstrecke Krywyj Rih–Komysch-Sorja.

## Verwaltungsgliederung
Am 31. Juli 2015 wurde das Dorf zum Zentrum der neugegründeten Landgemeinde Leninske (Ленінська сільська громада/Leninska silska hromada). Zu dieser zählen auch die 2 in der untenstehenden Tabelle aufgelisteten Dörfer sowie die Ansiedlungen Hranitne, Tik, Tokiwske und Tscherwonyj Saporoschez, bis dahin bildete es zusammen mit dem Dorf Ust-Kamjanka sowie der Ansiedlung Hranitne die gleichnamige Landratsgemeinde Leninske (Ленінська сільська рада/Leninska silska rada) im Südosten des Rajons Apostolowe. Am 4. Februar 2016 wurde die Landgemeinde analog zum Ort auf Landgemeinde Hruschiwka (Грушівська сільська громада/Hruschiwska silska hromada) umbenannt.
Am 17. Juli 2020 kam es im Zuge einer großen Rajonsreform zum Anschluss des Rajonsgebietes an den Rajon Krywyj Rih.
Folgende Orte sind neben dem Hauptort Hruschiwka Teil der Gemeinde:
| Name                     | Name                | Name                                        |
| ukrainisch transkribiert | ukrainisch          | russisch                                    |
| ------------------------ | ------------------- | ------------------------------------------- |
| Hranitne                 | Гранітне            | Гранитное (Granitnoje)                      |
| Tik                      | Тік                 | Ток (Tok)                                   |
| Tokiwske                 | Токівське           | Токовское (Tokowskoje)                      |
| Tscherwonyj Saporoschez  | Червоний Запорожець | Червоный Запорожец (Tscherwony Saporoschez) |

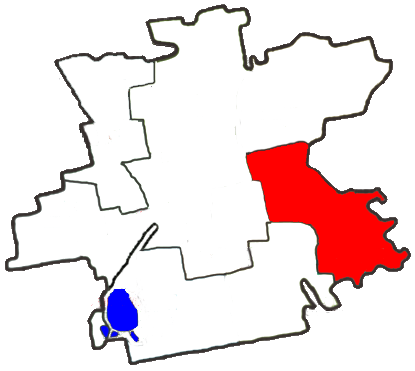
Gemeindefläche der Landgemeinde Hruschiwka innerhalb des Rajon Apostolowe

| Tscherwonyj Tik          | Червоний Тік        | Червоный Ток (Tscherwony Tok)               |
| Ust-Kamjanka             | Усть-Кам'янка       | Усть-Каменка (Ust-Kamenka)                  |